# Hydabricta streeta
Hydabricta streeta är en insektsart som beskrevs av Webb 1983. Hydabricta streeta ingår i släktet Hydabricta och familjen dvärgstritar. Inga underarter finns listade i Catalogue of Life.